# 定武
定武（1646年—1664年）是南明定武帝之年号，共18年。
該年號出自查繼佐《罪惟錄·韓主紀》，孟森考証起訖年份為1646年至1663年。一般認為不可信。
定武也曾是南明弘光朝擬定的年號之一。

## 改元
- 隆武二年——韓王改元為定武元年。[2]

## 公元纪年对照
| 定武 | 元年   | 二年   | 三年   | 四年   | 五年   | 六年   | 七年   | 八年   | 九年   | 十年   |
| ---- | ------ | ------ | ------ | ------ | ------ | ------ | ------ | ------ | ------ | ------ |
| 公元 | 1646年 | 1647年 | 1648年 | 1649年 | 1650年 | 1651年 | 1652年 | 1653年 | 1654年 | 1655年 |
| 干支 | 丙戌   | 丁亥   | 戊子   | 己丑   | 庚寅   | 辛卯   | 壬辰   | 癸巳   | 甲午   | 乙未   |
| 定武 | 十一年 | 十二年 | 十三年 | 十四年 | 十五年 | 十六年 | 十七年 | 十八年 |        |        |
| 公元 | 1656年 | 1657年 | 1658年 | 1659年 | 1660年 | 1661年 | 1662年 | 1663年 |        |        |
| 干支 | 丙申   | 丁酉   | 戊戌   | 己亥   | 庚子   | 辛丑   | 壬寅   | 癸卯   |        |        |

## 同期存在的其他政权年号
- 中国
  - 顺治（1644年－1661年）：清—世祖福临之年号
  - 康熙（1662年－1722年）：清—圣祖玄烨之年号
  - 大顺（1644年－1646年）：大西—张献忠之年号
  - 隆武（1645年－1646年）：南明—绍宗朱聿键之年号
  - 绍武（未啟用）：南明—绍武帝之年号
  - 永曆（1647年—1683年）：南明—永历帝朱由榔之年号
  - 東武（1648年）：南明—淮王朱常清之年号
  - 监国鲁（1645年－1653年）：南明—鲁王朱以海之年号
  - 中兴（1647年）：清朝时期—蒋尔恂之年号
  - 天正（1648年）：清朝时期—东明张近堂之年号
  - 天顺（1661年）：清朝时期—萧惟堂之年号
- 越南
  - 福泰（1643年－1649年）：后黎朝—真宗黎维祐之年号
  - 慶德（1649年－1653年）：后黎朝—神宗黎维祺之年号
  - 盛德（1653年－1658年）：后黎朝—神宗黎维祺之年号
  - 永壽（1658年－1662年）：后黎朝—神宗黎维祺之年号
  - 萬慶（1662年）：后黎朝—神宗黎维祺之年号
  - 景治（1663年－1672年）：后黎朝—玄宗黎维䄔之年号
  - 順德（1638年－1677年）：莫朝—莫敬完之年号
- 日本
  - 正保（1644年－1648年）：后光明天皇之年號
  - 慶安（1648年－1651年）：后光明天皇之年号
  - 承應（1652年－1655年）：后光明天皇、后西天皇之年号
  - 明曆（1655年－1658年）：后西天皇之年号
  - 萬治（1658年－1661年）：后西天皇之年号
  - 寬文（1661年－1673年）：后西天皇、灵元天皇之年号

## 參看
- 中国年号列表

## 外部連結
- 《后明韩主续考》（页面存档备份，存于）